# Air Bissau
Air Bissau (inizialmente TAGP) è stata la compagnia aerea di bandiera della Guinea-Bissau. Fu fondata nel 1960 e cessò le sue operazioni nel 1998, anno in cui fu chiusa in seguito a difficoltà finanziarie. L'hub principale della compagnia era situato all'Aeroporto di Bissau-Osvaldo Viera.

## Storia
Transportes Aéreos da Guiné Portuguesa (TAGP) fu fondata nel 1960 per operare voli all'interno della Guinea Portoghese come compagnia di bandiera. I servizi sulle rotte da Bissau verso destinazioni internazionali come Dakar, Ilha do Sal e Praia furono inaugurati poco dopo la fondazione. Un De Havilland Heron e due De Havilland Dragon Rapide iniziarono a operare sulle ripsettive rotte nel 1961. Nel 1968 la compagnia aerea operava due De Havilland Heron, tre Dornier Do 27, un Cessna 206 e un Cessna 172. La compagnia aerea nazionale portoghese, TAP Air Portugal, rilevò alcuni voli TAGP, operandoli con aerei Boeing al posto dei Cessna allora utilizzati dalla compagnia. TAP Air Portugal operava da Ilha do Sal a Bissau utilizzando gli aereomobili Boeing, mentre TAGP operava il volo di ritorno con i suoi Cessna.
Quando la Guinea Portoghese ottenne l'indipendenza dal Portogallo nel 1974 e cambiò il suo nome in Guinea-Bissau, anche la compagnia aerea cambiò nome in Linhas Aéreas da Guiné-Bissau. All'epoca, la compagnia operava un HS 748, un Dornier Do 27 e un Cessna 206.
A metà degli anni 80 la compagnia divenne di proprietà dell'Organizzazione per la Liberazione della Palestina (OLP), che all'epoca possedeva anche Maldives Airways. Il nome della compagnia aerea fu cambiato in Transportes Aéreos da Guiné-Bissau (TAGB). Operava voli verso il Senegal, Capo Verde, Gambia e Guinea, oltre ai servizi nazionali da Bissau a Bubaque. Nel 1988 fu inaugurato un collegamento aereo tra Bissau e Parigi, in collaborazione con la compagnia aerea francese "Europe Aéro Service", operato con un Boeing 727 di quest'ultima. Il nome della compagnia fu cambiato in Air Bissau, il suo nome definitivo, nel 1989.
Nel 1996, fu riferito che tutti gli aerei della flotta erano stati venduti o radiati e che il governo stava pianificando di privatizzare la compagnia aerea. Tutti i voli della compagnia venivano operati come servizi congiunti con altre compagnie aeree, utilizzando gli altri loro aerei. Air Bissau operava un servizio settimanale congiunto da Bissau a Lisbona con un Boeing 757 operato da "Transportes Aéreos de Cabo Verde" e un servizio settimanale da Bissau a Dakar, sempre in collaborazione con la compagnia aerea nazionale di Capo Verde, utilizzando uno dei suoi ATR 42.
La compagnia aerea fu liquidata nel 1998, quando il governo della Guinea-Bissau trasferì tutte le operazioni alla TACV di Capo Verde.

## Flotta storica
Quando era ancora chiamata TAGP, la compagnia ha utilizzato i seguenti tipi di aeromobili:
- Cessna 170
- Dornier Do 27
- De Havilland DH.89 Dragon Rapide
- De Havilland DH.114 Heron

Dopo l'acquisizione da parte della Repubblica della Guinea-Bissau (avvenuta nel 1975), la compagnia ha utilizzato i seguenti aeromobili:
- Antonov An-24
- Antonov An-26
- Boeing 727-200 (in leasing da EAS)
- Boeing 737 (in leasing da EAS)
- Cessna 182
- Cessna 206
- Douglas DC-3
- Dornier Do 28
- Embraer 110 (in leasing da "Air Tolouse International")
- Fokker F27
- Hawker Siddeley HS 748[4]

## Incidenti
Il 15 agosto 1991, Un Fokker F27 della compagnia si schiantò nei pressi di Dori, in Burkina Faso, uccidendo i tre membri dell'equipaggio, tutti palestinesi. L'aereo, che era in volo da Kano, in Nigeria, a Bamako, in Mali, impattò con degli alberi e successivamente si schiantò, disintegrandosi al suolo. L'incidente mise in luce il ruolo dell'Organizzazione per la Liberazione della Palestina nelle operazioni di Air Bissau, che avrebbe fornito alla compagnia aerea tre Fokker F27, comandati da piloti ed equipaggio palestinesi. Secondo Flight International, il ruolo di quest'ultimi era stato determinato da un accordo tra l'OLP e la Guinea-Bissau nel 1988, che, secondo Daniel Pipes, prevedeva l'acquisto da parte di George Khallaq di una quota azionaria della compagnia aerea dal governo della Guinea-Bissau.
Il 7 aprile 1992, un Antonov An-24 della compagnia si schiantò nei pressi di "Ma'tan al-Sarra", in Libia. L'aereo era in volo da Khartoum, in Sudan, a Tunisi, in Tunisia, quando si imbatté in una tempesta di sabbia nel deserto del Sahara, costringendo l'equipaggio palestinese a tentare un atterraggio di emergenza alla base aerea di "Ma'tan al-Sarra". Secondo i rapporti della "Lybian Radio" l'aereo scomparve 15 minuti prima di raggiungere la base. A bordo dell'aereo vi erano il presidente dell'OLP, Yasser Arafat, e un entourage di guardie del corpo e assistenti. L'aereo fu ritrovato dall'aeronautica militare libica quasi 12 ore dopo l'incidente, fu confermato che i tre membri dell'equipaggio persero la vita e tutti i dieci passeggeri, incluso Arafat, sopravvissero all'incidente.